# 流散

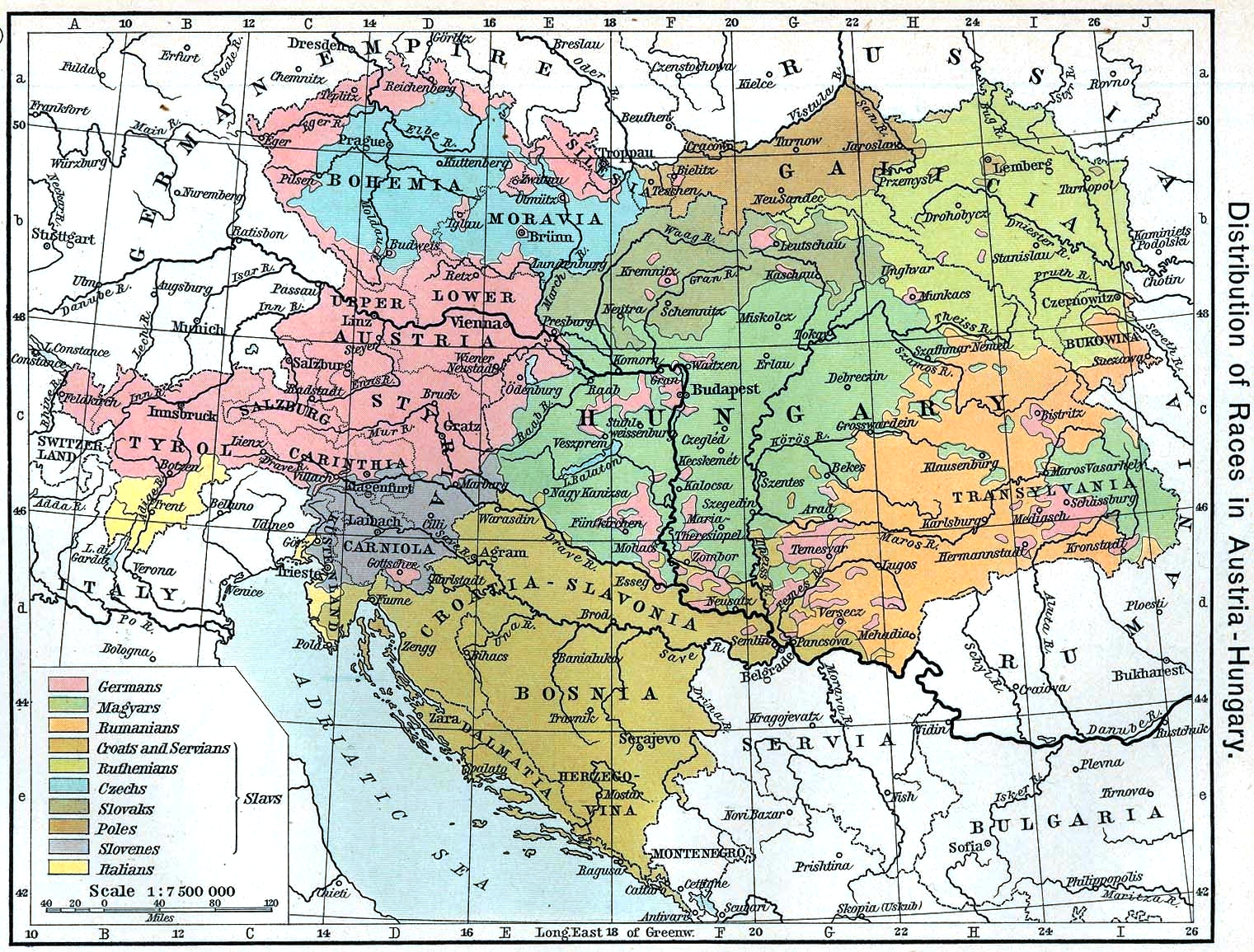
奥匈帝国中的日耳曼民族（粉红）在1910年于帝国各部分流散

流散（英語：diaspora）具有共同民族认同的人口群体由于游牧文化的入侵诸原因导致的迁徙，这与难民的出现密切相关。尽管如此，难民可能会或不会最终定居在新的地方，而流散一词指的是长期流离失所与集体搬迁。

## 欧洲历史上的流散

前6世纪的希腊人流散

在古代，来自巴尔干和小亚细亚的希腊部落商贸与殖民活动促使了希腊人的散居，他们在西西里、南意大利、利比亚北部、西班牙东部、法国南部、黑海海岸等地成立了希腊城邦。希腊人成立了超过400个殖民地。

## 非洲历史上的流散
由于16世纪开始的黑奴贸易，导致大量非洲黑人散居世界各地。

## 亞洲历史上的流散
罗马帝国的犹太人大起义失败后，犹太人大量逃离巴勒斯坦家园，流散世界各地。
阿拉伯帝国大幅扩张版图后，大量阿拉伯人离开荒凉贫瘠的阿拉伯半岛，流散到地中海东岸、南岸以及美索不达米亚、南欧的伊比利亚、东非的努比亚和桑给巴尔等地定居。
南亚的罗姆人于公元10世纪左右迁离位于印度西北部的家乡之后，流散到除不列颠群岛和斯堪的纳维亚以外的几乎全欧洲。